# سائوری هایامی
سائوری هایامی (早見 沙織 Hayami Saori, زادهٔ ۲۹ مه ۱۹۹۱) یک صداپیشه و خواننده ژاپنی است. او به عنوان خواننده با رسانه خانگی وارنر ژاپن قرارداد امضاء کرده است. هایامی بیشتر برای صداپیشگی شخصیت‌های مجموعه تلویزیونی انیمه، بازی‌های ویدئویی و دیگر رسانه‌های مرتبط با انیمه در ژاپن شناخته شده است. از نقش‌های برجسته صداپیشگی او می‌توان به یومکو جابامی درکاکه‌گورویی هیماواری اوزوماکی در بوروتو: ناروتو نسل‌های بعدی، شینوآ هیراگی در اوواری نو سراف، یوکینو یوکینوشیتا در همان‌طور که انتظار داشتم، کمدی رمانتیک جوانی من اشتباه است، شوکو نیشیمیا در صدای خاموش، ریو لاین در مخ زدن داخل هزارتو اشکالی داره؟، چیریکو سورامی در آنوهانا: گلی که آن روز دیدیم، ویکتوریا سربریاکوف در حماسه تانیای شیطانی، شینوبو کوچئو در شیطان کش: کیمتسو نو یائیبا، فانورا کوریسوتوفورو در دیو و جادوگر، و یور فورجر در جاسوس × خانواده اشاره کرد.

## زندگی‌نامه
هایامی در مقطع دبستان به حرفهٔ صداپیشگی علاقه‌مند شد. در سال ۲۰۰۴، او در کلاس متوسطه «روایت نیهون اِنگی کنکیوجو»، یک آموزشگاه صداپیشگی شرکت کرد. حرفهٔ او از زمانی آغاز شد که در آزمون استعدادیابی آزمایشی «I'm Enterprise» سال ۲۰۰۶، در پایان دومین سال تحصیلی خود در مدرسه آموزشی شرکت کرد. اولین صداپیشگی او در سی‌دی درام تابستان هندی بود. در سال ۲۰۰۷، او اولین کارش در یک سریال انیمه را انجام داد و نخستین نقش اصلی خود را به عنوان صداپیشه شخصیت موموکا کاواکابه، قهرمان زن اصلی مجموعه تلویزیونی توئوکا گتان دریافت کرد. از آن زمان، او وظیفهٔ صداپیشگی بسیاری از شخصیت‌های دیگر در رسانه‌های مرتبط با انیمه و سایر آثار صداپیشگی را بر عهده داشته است. او در جوایز انیمه ماچی آسوبی از مجلهٔ نیوتایپ در سال ۲۰۱۵، رتبه دوم برای بهترین صداپیشه زن را کسب کرد، در حالی که شخصیت او یوکینو یوکینوشیتا برنده جایزه بهترین شخصیت زن شد.